# Kanami Nakamaki
Kanami Nakamaki (em japonês:  中牧 佳南, Nakamaki Kanami; Osaka, 5 de junho de 1992) é uma nadadora sincronizada japonesa, medalhista olímpica. 

## Carreira
Nakamaki representou seu país nos Jogos Olímpicos de 2016, onde conquistou a medalha de bronze por equipes.